# Surtos do vírus Nipah em Querala
Os surtos do vírus Nipah em Querala corresponde aos inúmeros casos do vírus Nipah no estado de Querala, na Índia, nos anos de 2018 e 2021, após os primeiros casos ocorridos na Bengala Ocidental em 2001 e 2007. Boa parte dos casos e mortes foram atribuídos a morcegos frugívoros.
O surto de 2018 teve 19 casos confirmados, e 17 mortes; enquanto que a consequência de 2021 teve um único caso confirmado, com óbito de um menino de doze anos de idade.

## Histórico
Após casos anteriores do vírus Nipah na Índia que ocorreram em 2001 e 2007 (ambos no estado oriental de Bengala Ocidental), um surto ocorreu em Querala em 2018. O surto de Querala em 2018 foi consequência de morcegos frugívoros no local, geralmente ligado aos distritos de Calecude e Malappuram, com 19 casos confirmados, resultando-se na morte de 17 pessoas, com taxa de mortalidade de 89,4%. O surto foi oficialmente encerrado em 10 de junho de 2018.
Posteriormente, um outro surto ocorreu em 2021, contudo, tratou-se de um único caso na vila de Pazhur, localizada dentro do panchayat Chathamangalam Gram, no distrito de Calecute, em Querala. A vítima foi morta antes do surto ser encerrado em 5 de setembro de 2021.

## Surto do vírus Nipah em 2018

### Cronologia
O primeiro caso do surto do vírus Nipah no estado de Querala foi registrado em 2 de maio de 2018 no hospital subdivisional, em Perambra, no distrito de Calecute. Este paciente foi levado para o Government Medical College, em Calecute, para um tratamento complementar, onde, mais tarde, seria infectado pelo vírus. Posteriormente, seu irmão Mohammed Salih foi internado no Baby Memorial Hospital, Calecute, com suspeita de encefalite viral.
O primeiro paciente havia transmitido o vírus para 16 pessoas no Medical College Hospital; depois, mais duas pessoas foram infectadas, aumentando a contagem total de casos confirmados para 18. Houve dez mortes na primeira semana, incluindo uma enfermeira chamada Lini Puthussery, que tratou o paciente antes do diagnóstico. O surto começou no distrito de Calecute, e depois se espalhou para o distrito adjacente de Malappuram. Alertas de saúde foram emitidos para o norte de Querala, bem como para os distritos adjacentes de Carnataca, com dois casos suspeitos detectados em Mangalor, no dia 23 de maio de 2018.
Mais de duas mil pessoas nos distritos de Calecute e Malappuram foram colocadas em quarentena e mantidas sob monitoração durante o período do surto. Para combater o surto, o M 102.4 – um anticorpo monoclonal humano para o qual os ensaios clínicos ainda estão em andamento – foi importado da Austrália. Isso foi facilitado pelo notável pesquisador do Nipah, Christopher Broder.
Um novo caso de um estudante de 23 anos foi detectado novamente em 4 de junho de 2019, na cidade de Kochi. Mais de 300 pessoas foram colocadas sob monitoramento, mas nenhum outro caso foi confirmado. O aluno se recuperou mais tarde. Esta foi a quarta ocorrência relatada na Índia, enquanto que as anteriores ocorreram nos anos de 2001 (45 mortes), 2007 (5 mortes) e 2018 (17 mortes).
Depois de Sabith, 16 dos pacientes afetados sucumbiram à doença e dois pacientes se recuperaram totalmente. O surto foi oficialmente encerrado em 10 de junho de 2018.

### Virologia e epidemiologia
A presença do vírus Nipah em pacientes foi confirmada a partir de testes de RT-PCR realizados no Manipal Institute of Virology e no National Virology Institute, na cidade de Pune.
Embora o primeiro conjunto de amostras não tenha detectado o vírus em morcegos, testes posteriores provaram que morcegos frugívoros na região fizeram parte da origem do vírus.

### Resposta das autoridades de saúde
Em 23 de maio de 2018, o Departamento de Saúde de Querala emitiu uma alerta para que as pessoas que viajassem aos distritos do norte de Querala fossem mais cautelosos.
Em 23 de maio de 2018, representantes do estado de Querala, solicitaram orientação médica do Departamento de Saúde da Malásia (Kementerian Kesihatan Malaysia), para tratamento e medicamentos para o vírus Nipah.
Em 25 de maio de 2018, o compartilhamento de informações de vírus foi publicado no EIS da OMS no horário da Malásia. No mesmo dia, o Ministério da Saúde e Prevenção dos Emirados Árabes Unidos aconselhou o adiamento de viagens desnecessárias a Querala, e evitar o consumo de frutas e verduras até que a situação estivesse sob controle.

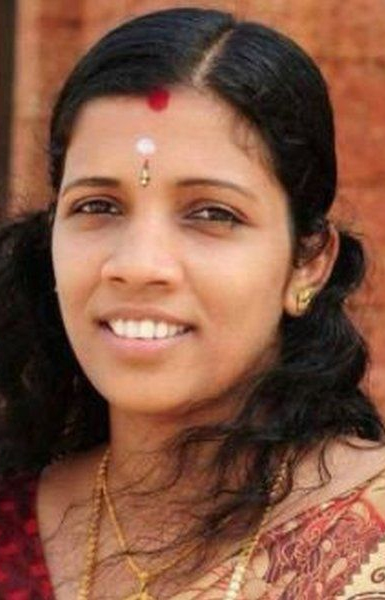
A enfermeira Lini Puthussery morreu em decorrência do primeiro surto do vírus Nipah. Ela estava na equipe que tratou a primeira vítima do vírus Nipah em Calecute, Querala

Em 30 de maio de 2018, começou a construção do Instituto de Virologia Avançada, em Querala, que foi fundado em resposta ao surto.
Em 1º de junho de 2018, a diocese de Thamarassery, no norte de Querala, pediu às igrejas que parassem de realizar oração nos templos, adiassem as aulas religiosas, evitassem casamentos, reuniões familiares e viagens desnecessárias até que a propagação do vírus fosse contida.

### Reconhecimento a enfermeira de Querala
Os esforços de Querala em conter o surto, sob a liderança do Ministro da Saúde, KK Shailaja, e do Secretário de Saúde, Rajeev Sadanandan, foram elogiados por muitos, além do ministro do Supremo Tribunal de Querala, Robert Gallo, e também do Instituto de Virologia Humana de Baltimore, em Maryland, nos Estados Unidos.
Lini Puthussery, uma enfermeira de 28 anos do hospital Perambra Taluk que tornou-se vítima de Nipah, foi saudada nas redes sociais e pelos médicos como uma heroína por seu sacrifício. Uma nota que ela escreveu endereçada ao marido Sajish circulou amplamente nas redes sociais. O sindicato dos funcionários de Kerala Government Hospital Development Society (KGHDS), a homenageou com uma premiação em nome de Puthussery para uma pessoa de destaque no setor. O "Prêmio de Melhor Enfermeira no Serviço Público" foi instituído em memória de Puthussery. Jim Campbell, Diretor da Força de Trabalho em Saúde da Organização Mundial da Saúde, também prestou homenagem, twittando "Lembre-se deles, para que não esqueçamos: Razan al-Najjar (Gaza); Lini Puthusserry (Índia), Salome Karwah (Libéria)".

## Surto do vírus Nipah em 2021

### Cronologia
O surto do vírus Nipah de 2021 em Querala começou com a morte de um menino de 12 anos em Pazhur, Calecute. A origem da causa foi localizado na vila de Pazhur, localizada dentro do panchayat Chathamangalam Gram, no distrito de Calecute, em Querala. O surto foi contido e declarado como encerrado em 5 de setembro de 2021. Este foi o terceiro surto do vírus Nipah em Querala, sendo o anterior em 2018 e 2019. O Governo Central enviou uma equipe do Centro Nacional de Controle de Doenças ao estado, que trouxe suporte técnico. Familiares do menino morto e todos os envolvidos em seu tratamento foram colocados em quarentena.
O primeiro caso do surto foi registrado em um hospital particular em Calecute no dia 5 de setembro de 2021, cujo paciente era um menino de 12 anos de Chathamangalam, no distrito de Calecute, em Querala, que morreu após testar positivo para infecção pelo vírus Nipah. A confirmação dessa nova infecção por Nipah, que se espalha pela saliva de morcegos frugívoros, ocorreu três anos após um surto anterior que matou 17 pessoas no estado.

### Virologia e epidemiologia
A presença do vírus Nipah no paciente foi confirmada por testes de RT-PCR; todas as três amostras coletadas da criança (plasma, soro e LCR) foram consideradas positivas em testes feitos no Instituto Nacional de Virologia de Pune.

## Cultura popular
Virus, um filme de suspense médico malaiala indiano de 2019, coproduzido e dirigido por Aashiq Abu, e lançado em 7 de junho de 2019, foi baseado no surto do vírus Nipah de 2018 em Querala.